# Denethor II
Denethor II is een personage uit de werken over de fictieve wereld "Midden-aarde" van J.R.R. Tolkien. Zijn lotgevallen worden met name beschreven in de trilogie In de Ban van de Ring. Hij is de 26ste en laatste regerende Stadhouder van Gondor van het Huis van Húrin. Denethor II volgde zijn vader stadhouder Ecthelion II op in D.E. 2984.

## Verhaallijn

### Vroege jaren
Denethor was een man van grote wijsheid en intellect, en hij doorgrondde de harten van velen verder dan wie dan ook. Hij was meer een koning dan enige stadhouder voor hem. In de harten van het Gondoriaanse volk kwam hij echter als tweede, achter de mysterieuze Thorongil, die zijn vader Ecthelion enkele jaren voor diens dood diende.
Denethor trouwde in 2976 Finduilas, de dochter van de Heer van Dol Amroth. Zij schonk hem twee zonen, Boromir in 2978, en Faramir in 2983. Finduilas voelde zich echter in de kille stad Minas Tirith als een plant op een harde rotsbodem, en verlangend naar de zee stierf ze twaalf jaar na haar huwelijk in 2988. Denethor had van haar gehouden als van niemand anders, behalve misschien van Boromir, en na haar dood werd hij somberder dan ooit. Rond die tijd zagen de mensen van Minas Tirith 's nachts uit de Toren van Ecthelion een flikkerend licht schijnen. Er werd gezegd dat de Heer van de Stad in zijn gedachtes streed met Sauron.

### Oorlog om de Ring
Later blijkt dat Denethor inderdaad met behulp van een palantír de confrontatie met Sauron zoekt. Denethor is echter krachtig van geest. Bovendien is hij de rechtmatige gebruiker van de kijksteen, en Sauron kan zijn hart daarom niet corrumperen. Sauron slaagt er echter wel in om Denethor met de steen slechts datgene te laten zien waarvan Sauron wil dat het wordt gezien. Denethor ziet hierdoor de enorme strijdmachten die Sauron tegen hem in gereedheid heeft gebracht.
Tegen de Oorlog om de Ring horen zijn twee zonen, beiden bevelhebbers van het leger, in hun dromen een vers waarin zij opgeroepen worden te zoeken naar Imladris. Boromir, de oudste, vraagt zijn vader verlof om op zoek te gaan naar Imladris, waarvan zijn vader hem heeft verteld dat het het huis van Elrond de Halfelf is. Boromir vindt Imladris na 110 dagen. Daarop wordt hij lid van het Reisgenootschap van de Ring, maar dit wordt Denethors lievelingszoon uiteindelijk fataal; Boromir wordt gedood tijdens een gevecht met Orks.
Enkele dagen later ziet Faramir het lijk van zijn broer voorbij drijven over de Anduin. Als Faramir later ook nog eens levensgevaarlijk gewond terugkeert van zijn missie in Osgiliath, besluit de tot wanhoop en waanzin gedreven Denethor zelfmoord te plegen in Rath Dínen, en Faramir mee te nemen in zijn dood. Slechts door Beregond van de Wacht, Gandalf en Pepijn kan Faramir gered worden. Denethor is echter niet meer te redden.

## Verschillen tussen het boek en de film

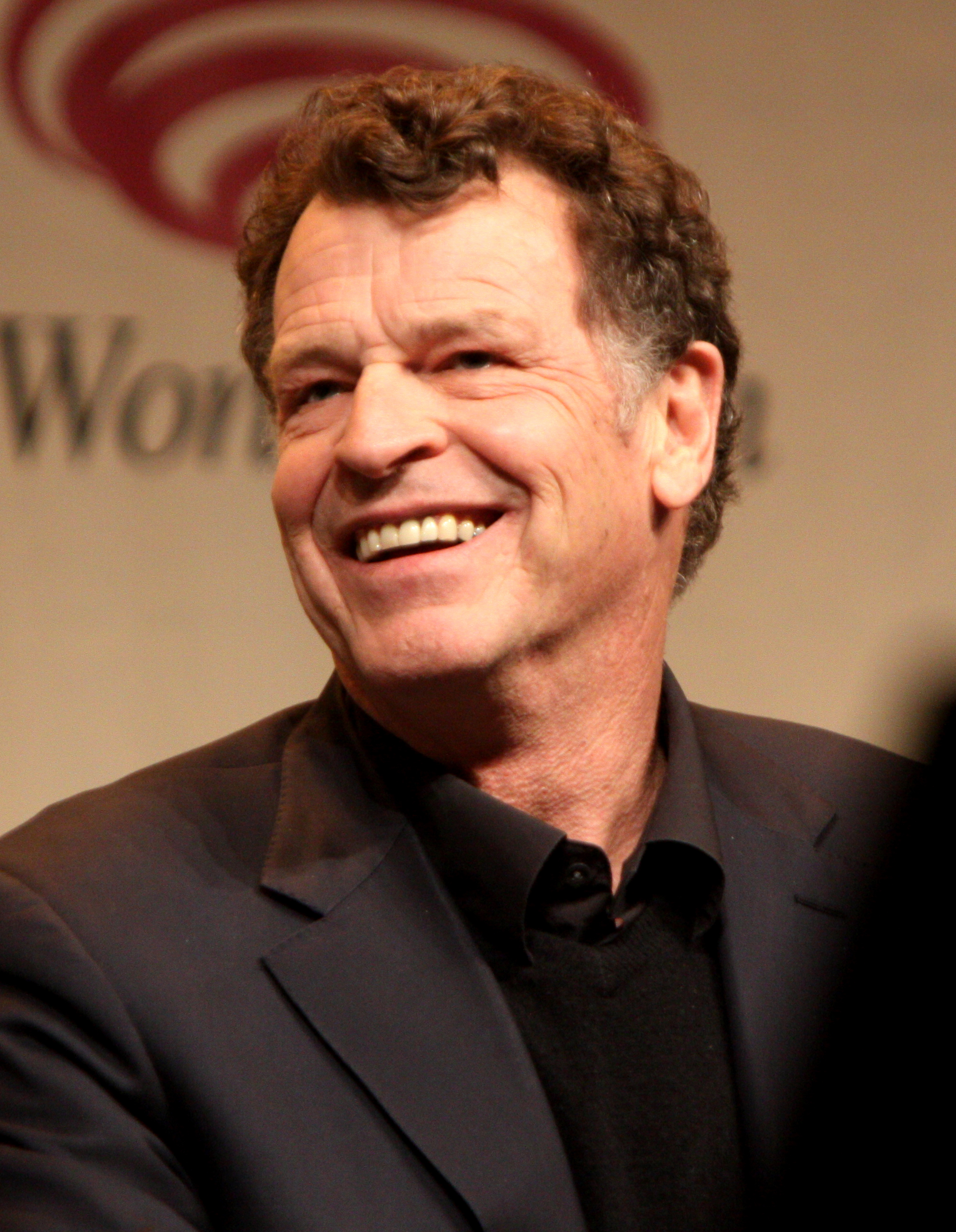
John Noble vertolkte de rol van Denethor in de Lord of the Rings films van regisseur Peter Jackson.

De Denethor die Peter Jackson neerzette in de verfilmde versie van The Lord of the Rings, handelt veel irrationeler en is meer op macht belust dan het personage in het boek. Dit heeft tot kritiek van de fans geleid. Zo weigert Denethor in de film om de Bakens van Gondor aan te steken en stuurt hij zijn zoon Faramir op een zelfmoordmissie om Osgiliath te heroveren.
In de film springt Denethor al brandend van de top van Minas Tirith, zijn dood tegemoet. In het boek sterft hij op de brandstapel die hij zelf heeft aangelegd, met de palantír stevig tegen zijn borst geklemd.
Pelendur · Vorondil · Mardil Voronwë · Eradan · Herion · Belegorn · Húrin I · Túrin I · Hador · Barahir · Dior · Denethor I · Boromir · Cirion · Hallas · Húrin II · Belecthor I · Orodreth · Ecthelion I · Egalmoth · Beren · Beregond · Belecthor II · Thorondir · Túrin II · Turgon · Ecthelion II · Denethor II · Faramir